# Tỷ lệ thay thế biên của hàng tiêu dùng
Tỷ lệ thay thế biên của hàng tiêu dùng là mức độ thay thế của hàng hóa này cho hàng hóa khác để đảm bảo mức thỏa dụng do cả hai hàng hóa đem lại cho người tiêu dùng là không đổi.
Giả định là người tiêu dùng chỉ sử dụng 2 mặt hàng cho đơn giản. Tỷ lệ thay thế biên của hàng tiêu dùng, vì vậy, bằng hiệu dụng biên của hàng hóa này chia cho hiệu dụng biên của hàng hóa kia.
Nếu biểu diễn bằng hình, tỷ lệ thay thế biên chính là giá trị tuyệt đối của độ dốc của đường bàng quan. Đối với một đường bàng quan điển hình (lồi, cong), tỷ lệ thay thế biên tại các điểm khác nhau trên cùng một đường bàng quan sẽ không bằng nhau, và càng dịch xuống phía dưới bên phải thì tỷ lệ này càng giảm. Điều này, trong kinh tế học vi mô, gọi là quy tắc tỷ lệ thay thế biên giảm dần.
Trong trường hợp hai hàng hóa thay thế hoàn hảo cho nhau, thì đường bàng quan có dạng tuyến tính, và tỷ lệ thay thế biên ở mọi điểm trên đường bàng quan này là bằng nhau.